# Anita Pollack
Anita Jean Pollack (ur. 3 czerwca 1946 w Australii) – brytyjska polityk australijskiego pochodzenia, posłanka do Parlamentu Europejskiego III i IV kadencji.

## Życiorys
Urodziła się w Australii. Po ukończeniu szkoły średniej Port Hacking High School pracowała w przedsiębiorstwie reklamowym, w 1968 uzyskała dyplom z zakresu reklamy w Sydney Technical College. W 1969 osiedliła się w Londynie, obywatelstwo brytyjskie uzyskała ostatecznie w 2005. W pierwszej połowie lat 70. była zatrudniona w jednym z brytyjskich wydawnictw. Po rocznej przerwie w 1976 ponownie zamieszkała w Wielkiej Brytanii, uzyskując później brytyjskie obywatelstwo. Kształciła się w City of London Polytechnic oraz w Birkbeck College w ramach University of London (uzyskując tytuł zawodowy MSc).
W 1970 wstąpiła do Partii Pracy, pracowała dla parlamentarzystów tej partii, zaś w latach 80. była asystentką eurodeputowanej Barbary Castle. Bezskutecznie kandydowała do Izby Gmin w 1987. W latach 1989–1999 przez dwie kadencje sprawowała mandat posłanki do PE, wchodząc w skład frakcji socjalistycznej (była uprawniona do startu w wyborach jako brytyjski rezydent z obywatelstwem kraju wchodzącego w skład Wspólnoty Narodów). Pracowała m.in. w Komisji ds. Praw Kobiet. Od 2000 do 2006 kierowała działem polityki europejskiej w agendzie rządowej English Heritage. Później jako freelancer zajęła się działalnością konsultingową.